# Kapa
Kapa è un'isola dell'arcipelago delle Tonga, nell'Oceano Pacifico. Amministrativamente appartiene alla divisione Vava'u, nel distretto di Motu.
L'isola ha una popolazione totale di 165 abitanti nel 2021.

## Geografia
Kapa è una delle isole più grandi dell'arcipelago Vavaʻu. Si trova immediatamente a sud del canale Ava Pulepulekai e a sud dell'isola principale 'Utu Vava'u e confina a est con la penisola di Pangaimotu e i suoi isolotti (Mala, 'Utungake, Afo, Tapana e Lautala), a ovest con l'isola di Nuapapu e a sud forma con Taunga il prolungamento della dorsale. Tra Kapa e Nuapapu c'è una baia dove si trovano gli isolotti di A'a e 'Oto. Il piccolo promontorio Muihouma Point, nel sul dell'isola, punta all'isola di Nuku.
L'isola è densamente boscosa. Sale fino a 74 m sul livello del mare con il monte Teisina, a nord dell'isola, mentre Falewitahi, a sud dell'isola, si eleva fino ad 88 m . 
Il punto più settentrionale dell'isola si trova nella città di 'Otea (62 abitanti nel 2021), che si colloca ad est dell'isola di Luakapa ed a ovest dell'isola di Mala. A sud si trovano le città di Falevai (73 abitanti nel 2021) e Kapa (30 abitanti nel 2021), direttamente di fronte all'isola di A'a.  
L'isola si trova anche all'ingresso del Porto di Maurelle.
Vicino al villaggio di 'Otea è presente una grotta parzialmente sommersa e visitabile, Swallows Cave.